# Алтрінджен
Алтрінджен (рум. Altringen) — село у повіті Тіміш в Румунії. Входить до складу комуни Богда.
Село розташоване на відстані 395 км на північний захід від Бухареста, 35 км на північний схід від Тімішоари.

## Населення
За даними перепису населення 2002 року у селі проживали 27 осіб, з них 24 особи (88,9%) румунів. Рідною мовою 24 особи (88,9%) назвали румунську.